# Байльнгрис
Байльнгрис (нем. Beilngries) — город в Германии, в земле Бавария. 
Подчинён административному округу Верхняя Бавария. Входит в состав района Айхштет. Население составляет 8748 человек (на 31 декабря 2010 года). Занимает площадь 100,13 км². Официальный код — 09 1 76 114.
Город подразделяется на 19 городских районов.

## Население
По оценке на 31 декабря 2015 года население общины Байльнгрис составляет 9258 чел. 

| Дата      | 1840 | 1871 | 1900 | 1925 | 1939 | 1950 | 1961 | 1970 | 1987 | 2011 |
| --------- | ---- | ---- | ---- | ---- | ---- | ---- | ---- | ---- | ---- | ---- |
| Население | 4319 | 4691 | 4969 | 5232 | 5273 | 7751 | 6573 | 6648 | 7076 | 8736 |

| Год       | 1960 | 1970 | 1980 | 1990 | 2000 | 2009 | 2010 | 2011 | 2012 | 2013 | 2014 | 2015 |
| --------- | ---- | ---- | ---- | ---- | ---- | ---- | ---- | ---- | ---- | ---- | ---- | ---- |
| Население | 6473 | 6696 | 6510 | 7567 | 8560 | 8673 | 8748 | 8765 | 8781 | 8897 | 8983 | 9258 |

## Достопримечательности
- Замок Хиршберг